# São Faustino
São Faustino é uma povoação portuguesa do Município de Guimarães que foi sede da extinta Freguesia de São Faustino, freguesia que tinha 1,96 km² de área e 998 habitantes (2011), e, por isso, uma densidade populacional de 509,2 hab/km².
A Freguesia de São Faustino Foi extinta em 2013, no âmbito de uma reforma administrativa nacional, para, em conjunto com a Freguesia de Tabuadelo, formar uma nova freguesia denominada União das Freguesias de Tabuadelo e São Faustino com a sede em Tabuadelo.
Situa-se no sul do Município de Guimarães, fazendo fronteira com Tabuadelo, Gémeos, Abação (no Município de Guimarães) e Tagilde e São Paio de Vizela (no Município de Vizela). É uma localidade eminentemente rural, que festeja no primeiro domingo após dia 2 de Fevereiro, Nossa Senhora das Candeias.
Até Julho de 2001 era conhecida como São Faustino de Vizela devido a ter pertencido a este concelho. A sua permanência no concelho (atual município) de Guimarães, ao invés da mudança para o recém-recriado concelho (atual município) de Vizela (ele mesmo parcialmente derivado do de Guimarães), terá determinado esta alteração.

## População
| População da freguesia de São Faustino (1864 – 2011) | População da freguesia de São Faustino (1864 – 2011) | População da freguesia de São Faustino (1864 – 2011) | População da freguesia de São Faustino (1864 – 2011) | População da freguesia de São Faustino (1864 – 2011) | População da freguesia de São Faustino (1864 – 2011) | População da freguesia de São Faustino (1864 – 2011) | População da freguesia de São Faustino (1864 – 2011) | População da freguesia de São Faustino (1864 – 2011) | População da freguesia de São Faustino (1864 – 2011) | População da freguesia de São Faustino (1864 – 2011) | População da freguesia de São Faustino (1864 – 2011) | População da freguesia de São Faustino (1864 – 2011) | População da freguesia de São Faustino (1864 – 2011) | População da freguesia de São Faustino (1864 – 2011) |
| ---------------------------------------------------- | ---------------------------------------------------- | ---------------------------------------------------- | ---------------------------------------------------- | ---------------------------------------------------- | ---------------------------------------------------- | ---------------------------------------------------- | ---------------------------------------------------- | ---------------------------------------------------- | ---------------------------------------------------- | ---------------------------------------------------- | ---------------------------------------------------- | ---------------------------------------------------- | ---------------------------------------------------- | ---------------------------------------------------- |
| 1864                                                 | 1878                                                 | 1890                                                 | 1900                                                 | 1911                                                 | 1920                                                 | 1930                                                 | 1940                                                 | 1950                                                 | 1960                                                 | 1970                                                 | 1981                                                 | 1991                                                 | 2001                                                 | 2011                                                 |
| 269                                                  | 276                                                  | 354                                                  | 378                                                  | 405                                                  | 415                                                  | 355                                                  | 556                                                  | 628                                                  | 793                                                  | 893                                                  | 945                                                  | 1 082                                                | 1 050                                                | 998                                                  |